# ChatBot
ChatBot (dawniej BotEngine) – oprogramowanie biznesowe wykorzystujące sztuczną inteligencję do obsługi klientów, tworzone przez Text S.A. (dawniej LiveChat Software S.A.), oferowane w subskrypcyjnym modelu Software as a Service.

## Zasada działania
Narzędzie ChatBot służy do projektowania chatbotów konwersacyjnych, które obsługują różne scenariusze biznesowe. Mają one na celu zautomatyzowanie komunikacji pomiędzy firmą i jej klientami, oraz poprawę efektywności zespołów obsługi klienta poprzez rozwiązywanie powtarzalnych zapytań klientów.
Przykładem takiego zastosowania jest obsługa techniczna w formie czata – na stronie internetowej, w aplikacji Messenger, w komunikatorze Slack lub w uzupełnieniu rozmowy z agentem poprzez LiveChat.

## Historia
Trzyosobowy zespół, który zwyciężył w hackathonie zorganizowanym przez firmę, przygotował założenia dla produktu BotEngine, który zadebiutował latem 2017 roku jako platforma do tworzenia chatbotów. 20 września 2019 roku spółka LiveChat Software dokonała zakupu domeny chatbot.com, a następnie przeprowadziła rebranding produktu z BotEngine na ChatBot. Na początku 2020 roku liczba firm korzystających z produktu przekroczyła tysiąc.

## COVID-19 Risk Assessment ChatBot
W maju 2022 roku, we współpracy z firmą Infermedica, zespół ChatBot ogłosił powstanie COVID-19 Risk Assessment Chatbot – bezpłatnego narzędzia do wykorzystania na stronach internetowych oraz profilach Facebook. Pozwalało ono na przeprowadzenie zdalnego triażu, analizy symptomów oraz określenie czy pacjent znajduje się w grupie ryzyka zakażenia wirusem COVID-19.
Rozwiązanie zostało użyte do przeprowadzenia ponad 500 tys. testów i znalazło zastosowanie przez niemal 300 organizacji, m.in. Polskie Ministerstwo Zdrowia, Ministerstwo Zdrowia Ukrainy, PZU Zdrowie, Global Excel, International Medical Center, Dovera, Dr. Sintomas oraz GdziePoLek.